# 睢県
睢県（すい-けん）は中華人民共和国河南省商丘市に位置する県。

## 行政区画
- 鎮:長崗鎮、平崗鎮、周堂鎮、蓼堤鎮、西陵寺鎮、潮荘鎮、尚屯鎮
- 民族鎮:城関回族鎮
- 郷:後台郷、河集郷、孫聚寨郷、白楼郷、河堤郷、白廟郷、胡堂郷、尤吉屯郷、董店郷、澗崗郷、匡城郷、城郊郷